# Bjarte
Bjarte ist ein männlicher Vorname, der überwiegend in Norwegen vorkommt.

## Namensherkunft
Bjarte stammt vom altnordischen Bjartr ab.

## Varianten
Norwegisch:
- Bjart, Bjerte
- Bjarta, Bjørt, Björt (weibliche Form)

Isländisch:
- Bjartur, Bjarti

Färöisch:
- Bjarti, Bjartur

## Namenstag
Als Namenstag wird in Norwegen der 1. Februar gefeiert.

## Namensträger
- Bjarte Birkeland (1920–2000), norwegischer Literaturhistoriker
- Bjarte Myrhol (* 1982), norwegischer Handballspieler und -trainer
- Bjarte Engen Vik (* 1971), norwegischer Nordischer Kombinierer